# 库泰尔农
库泰尔农（法語：Couternon，法語發音：[kutɛʁnɔ̃]）是法国科多尔省的一个市镇，位于该省东部，属于第戎区。

## 地理
库泰尔农（47°20'2"N, 5°9'0"E）面积6.81 平方千米，位于法国勃艮第-弗朗什-孔泰大區科多尔省，该省份为法国中东部省份，北起奥布省，西接涅夫勒省和约讷省，南至索恩-卢瓦尔省，东南接汝拉省，东临上索恩省，东北部与上马恩省接壤。
与库泰尔农接壤的市镇（或旧市镇、城区）包括：瓦鲁瓦和谢尼奥、舍维尼圣索沃尔、克蒂尼、蒂耶河畔阿尔克、蒂耶河畔布雷塞、奥尔热。
库泰尔农的时区为UTC+01:00、UTC+02:00（夏令时）。

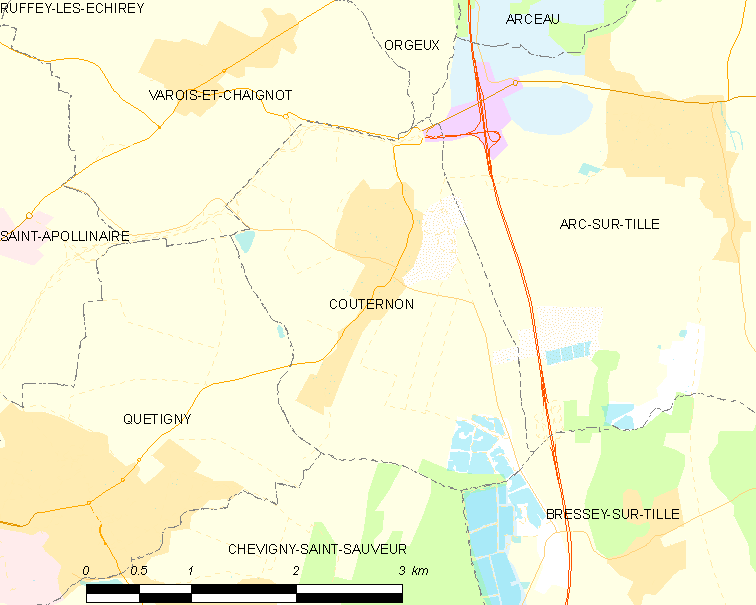
库泰尔农的OSM定位图

## 行政
库泰尔农的邮政编码为21560，INSEE市镇编码为21209。

## 政治
库泰尔农所属的省级选区为圣阿波利奈尔县。

## 交通
科多尔省省道D107D线和D108线在境内交汇。

## 人口

1962-2008年间库泰尔农人口变化图示

库泰尔农于2022年1月1日时的人口数量为1903人。